# Humboldt (Illinois)
Pour les articles homonymes, voir Humboldt.
Humboldt est un village du comté de Coles dans l'Illinois, aux États-Unis,. Il est incorporé le 28 août 1878. Le village est baptisé en référence à Alexander von Humboldt.

## Démographie
Lors du recensement de 2010, le village comptait une population de 437 habitants. Elle est estimée, en 2016, à 429 habitants.

## Source de la traduction
- (en) Cet article est partiellement ou en totalité issu de l’article de Wikipédia en anglais intitulé « Humboldt, Illinois » (voir la liste des auteurs).